# 테사 페러
테사 페러(Tessa Ferrer, 1986년 3월 30일 ~ )는 미국의 배우이다. 친조부는 배우 호세 페레르, 친조모는 가수 로즈메리 클루니이고 외조부는 가수 찰스 유진 분, 외조모는 배우 셜리 분이다.

## 출연 작품
- 인시디어스4: 라스트 키 (2017)
- 고 포 시스터즈 (2013)
- 모던 매드 맨 (2012)
- 익시전 (2008)